# Zaleszczotki Turcji
Zaleszczotki Turcji – ogół taksonów pajęczaków z rzędu zaleszczotków (Pseudoscorpiones), których występowanie stwierdzono na terytorium Turcji.
Do 2021 roku z terenu Turcji wykazano 102 gatunki zaleszczotków należących do 11 rodzin.

## Podrząd:Epiocheirata

### Nadrodzina:Chthonioidea

#### Rodzina:Chthoniidae
Z Turcji wykazano:
- Chthonius anatolicus
- Chthonius fuscimanus
- Chthonius ischnocheles
- Chthonius jonicus
- Chthonius orthodactyloides
- Chthonius ponticus
- Chthonius romanicus
- Chthonius shelkovnikovi
- Chthonius tetrachelatus
- Paraliochthonius singularis

#### Rodzina:Lechytiidae
Z Turcji wykazano:
- Lechytia anatolica

## Podrząd:Iocheirata

### Nadrodzina:Cheiridioidea

#### Rodzina:Cheiridiidae
Z Turcji wykazano:
- Apocheiridium ferum
- Apocheiridium turcicum
- Cheiridium museorum

### Nadrodzina:Cheliferoidea

#### Rodzina:Atemnidae
Z Turcji wykazano:
- Atemnus politus
- Atemnus syriacus
- Diplotemnus insolitus
- Paratemnoides insularis

#### Rodzina:Cheliferidae
Z Turcji wykazano:
- Beierochelifer anatolicus
- Beierochelifer peloponnesiacus
- Cheirochelifer heterometrus
- Cheirochelifer turcicus
- Chelifer cancroides
- Dactylochelifer anatolicus
- Dactylochelifer gracilis
- Dactylochelifer gruberi
- Dactylochelifer infuscatus
- Dactylochelifer intermedius
- Dactylochelifer kussariensis
- Dactylochelifer maroccanus
- Dactylochelifer ressli
- Hysterochelifer cyprius
- Hysterochelifer gracilimanus
- Hysterochelifer meridianus
- Hysterochelifer tauricus
- Hysterochelifer tuberculatus
- Rhacochelifer corcyrensis
- Rhacochelifer lobipes
- Rhacochelifer peculiaris
- Rhacochelifer samai
- Rhacochelifer tauricus

#### Rodzina:Chernetidae
Z Turcji wykazano:
- Allochernes microti
- Allochernes powelli
- Allochernes wideri
- Chernes cimicoides
- Chernes hahnii
- Chernes rhodinus
- Chernes similis
- Dendrochernes cyrneus
- Dinocheirus panzeri
- Hesperochernes tamiae
- Lamprochernes chyzeri
- Lamprochernes minor
- Lamprochernes nodosus
- Lamprochernes savignyi
- Lasiochernes anatolicus
- Lasiochernes turcicus
- Lasiochernes villosus
- Pselaphochernes balcanicus
- Pselaphochernes scorpioides
- Pselaphochernes turcicus

#### Rodzina:Withiidae
Z Turcji wykazano:
- Withius hispanus
- Withius piger

### Nadrodzina:Garypoidea

#### Rodzina:Garypinidae
Z Turcji wykazano:
- Amblyolpium anatolicum
- Garypinus asper
- Garypinus dimidiatus

#### Rodzina:Geogarypidae
Z Turcji wykazano:
- Geogarypus minor
- Geogarypus nigrimanus
- Geogarypus shulovi

#### Rodzina:Olpiidae
Z Turcji wykazano:
- Calocheiridius libanoticus
- Cardiolpium stupidum
- Horus modestus
- Minniza babylonica
- Minniza lindbergi
- Olpium kochi

### Nadrodzina:Neobisioidea

#### Rodzina:Neobisiidae
Z Turcji wykazano:
- Acanthocreagris anatolica
- Acanthocreagris obtusa
- Acanthocreagris osellai
- Acanthocreagris ressli
- Neobisium agnolettii
- Neobisium alticola
- Neobisium anatolicum
- Neobisium cephalonicum
- Neobisium corcyraeum
- Neobisium crassifemoratum
- Neobisium epirense
- Neobisium erythrodactylum
- Neobisium fuscimanum
- Neobisium hians
- Neobisium intractabile
- Neobisium kobachidzei
- Neobisium kosswigi
- Neobisium labinskyi
- Neobisium ressli
- Neobisium sbordonii
- Neobisium simonioides
- Neobisium sylvaticum
- Neobisium validum
- Neobisium yozgati
- Roncus microphthalmus
- Roncus parablothroides
- Roncus troglophilus